# Marie Russak

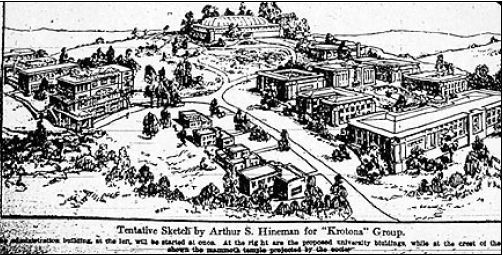
Krotona en 1912

Marie Russak, también conocida como Marie Hotchener o Marie Barnard (Four Corners, condado de Butte, California, 7 de octubre de 1865-4 de marzo de 1945, Hollywood, California) fue una cantante de ópera y arquitecta estadounidense.

## Carrera musical
Estudió música en el Mills College en Oakland, siendo miembro de la clase de 1884. Posteriormente se convirtió en una renombrada cantante, actuando en varias ciudades europeas. 
En 1899, se casó con el productor de ópera amateur Frank Russak en Rhode Island.

## Actividades esotéricas
Se interesó profundamente en las enseñanzas de la Teosofía y comenzó a colaborar con Annie Besant en los diversos campos de actividad de la Sociedad Teosófica.
Entre 1906 y 1910 vivió en Adyar, India donde profundizó sus estudios de esoterismo. Participó activamente en la Co-masonería y en 1912 fue llamada por Annie Besant para la fundación de la Orden del Templo de la Rosa Cruz. Fomentó activamente las actividades de la Rosacruz hasta que el grupo fue disuelto en 1918 a causa de la Primera Guerra Mundial.
No conforme con la disolución, Russak continuó trabajando activamente en la Sociedad Teosófica y se contactó en California con Harvey Spencer Lewis que en 1915 había fundado la Orden Rosacruz AMORC. Transmitió al Imperator muchos de los conocimientos esotéricos que había adquirido y colaboró con la elaboración de algunos rituales, que mantuvieron una clara similitud con los efectuados por la OTRC.

## Carrera arquitectónica
Es de especial interés el trabajo arquitectónico realizado por Marie Russak y aún pueden apreciarse en Krotona, California algunos de sus diseños inspirados en los estilos moriscos y de las misiones. Esta es una de las tres grandes colonias teosóficas de Estados Unidos.
Una de las creaciones más conocidas de Marie Russak es Moorcrest, probablemente completada en 1921, la cual fue alquilada a la estrella de cine Charlie Chaplin antes de su venta en 1925 a los padres de otra estrella, Mary Astor.
Marie Russak falleció el 4 de marzo de 1945 en Hollywood, Los Ángeles, California.